# Ohashi Naoya
Naoya Ohashi (sinh ngày 23 tháng 7 năm 1987) là một cầu thủ bóng đá người Nhật Bản.

## Sự nghiệp câu lạc bộ
Naoya Ohashi đã từng chơi cho Mito HollyHock.